# Hosingen
Hosingen (luxembourgsk: Housen) er en kommune og et byområde i Luxembourg. Kommunen, som har et areal på 45,28 km², ligger i kantonen Clervaux i distriktet Diekirch. I 2005 havde kommunen 1.628 indbyggere. 